# 翁图尔
翁图尔，是西班牙卡斯蒂利亚-拉曼恰自治区阿尔瓦塞特省的一个市镇。 总面积54km², 总人口2421人（2001年），人口密度45人/km²。